# Simon Lindholm
Simon Lindholm, född 1 december 2001, är en finlandssvensk professionell fotbollsspelare som spelar som mittfältare för Veikkausliiga-klubben FC Haka.
6 april 2024 debuterade Lindholm i Veikkausliiga med EIF i öppningsmatchen för säsong 2024 mot IFK Mariehamn. Han gjorde sitt första mål i ligan den 26 maj 2024, med en bortaförlust med 4–1 mot Kuopion Palloseura (KuPS).

## Karriärstatistik
Senast uppdaterad  25 september 2024
| Klubb          | Säsong         | Liga           | Liga    | Liga | Cup     | Cup | Ligacup | Ligacup | Total   | Total |
| Klubb          | Säsong         | Division       | Matcher | Mål  | Matcher | Mål | Matcher | Mål     | Matcher | Mål   |
| -------------- | -------------- | -------------- | ------- | ---- | ------- | --- | ------- | ------- | ------- | ----- |
| EIF Akademi    | 2017           | Kolmonen       | 19      | 3    | –       | –   | –       | –       | 19      | 3     |
| EIF Akademi    | 2018           | Kolmonen       | 21      | 4    | –       | –   | –       | –       | 21      | 4     |
| EIF Akademi    | 2019           | Kolmonen       | 7       | 0    | –       | –   | –       | –       | 7       | 0     |
| EIF Akademi    | 2020           | Kolmonen       | 7       | 1    | –       | –   | –       | –       | 7       | 1     |
| EIF Akademi    | 2021           | Kolmonen       | 12      | 3    | –       | –   | –       | –       | 12      | 3     |
| EIF Akademi    | Total          | Total          | 66      | 11   | 0       | 0   | 0       | 0       | 66      | 11    |
| EIF II         | 2021           | Nelonen        | 1       | 1    | –       | –   | –       | –       | 1       | 1     |
| Ekenäs IF      | 2017           | Ykkönen        | 1       | 0    | –       | –   | –       | –       | 1       | 0     |
| Ekenäs IF      | 2018           | Ykkönen        | 1       | 0    | 2       | 0   | –       | –       | 3       | 0     |
| Ekenäs IF      | 2019           | Ykkönen        | 19      | 0    | 3       | 0   | –       | –       | 22      | 0     |
| Ekenäs IF      | 2020           | Ykkönen        | 7       | 0    | 5       | 1   | –       | –       | 12      | 1     |
| Ekenäs IF      | 2021           | Ykkönen        | 10      | 0    | 2       | 0   | –       | –       | 12      | 0     |
| Ekenäs IF      | 2022           | Ykkönen        | 27      | 1    | 3       | 1   | 5       | 1       | 35      | 3     |
| Ekenäs IF      | 2023           | Ykkönen        | 23      | 1    | 4       | 0   | 4       | 0       | 31      | 1     |
| Ekenäs IF      | 2024           | Veikkausliiga  | 24      | 2    | 3       | 0   | 5       | 2       | 32      | 4     |
| Ekenäs IF      | Total          | Total          | 112     | 4    | 22      | 2   | 14      | 3       | 148     | 9     |
| Karriär totalt | Karriär totalt | Karriär totalt | 179     | 16   | 22      | 2   | 14      | 3       | 215     | 21    |

1. ↑  Innefattar Finlands cup
2. ↑  Innefattar Ykköscup and Finska Ligacupen

## Hedersomnämnanden
EIF
- Ykkönen: 2023[5][6]